# Федерация волейбола Республики Казахстан
Федерация волейбола Республики Казахстан была образована в 1992 году для развития в Казахстане таких входящих в программу летних Олимпийских игр видов спорта, как волейбол и пляжный волейбол.

## Национальные сборные

### Мужская Национальная сборная Казахстана
Мужская Национальная сборная Казахстана была образована в 1991 году, когда Казахстан стал независимым государством. С тех пор команда регулярно участвует во всех официальных соревнованиях FIVB и AVC.
Как республика союза, Казахстан неоднократно становился победителем и призёром Кубков и Чемпионатов СССР. Казахстанские игроки играли в составе Национальной сборной СССР и становились Олимпийскими чемпионами и Чемпионами Мира.
В чемпионатах мира волейболисты Казахстана участвовали дважды: в 2002-м в Аргентине они заняли 19 место из 24-х, а в 2006-м в Японии стали 21-ми.
На 15-м Чемпионате Азии сборная Казахстана стала 5-й.

### Женская Национальная сборная Казахстана
После того как Казахстан получил свою независимость, новая сборная Казахстана стала представлять страну на международных соревнованиях FIVB и AVC.
В 2005 году женская сборная завоевала путевку в финал Чемпионата Мира 2006 в Японии и стала серебряным призёром 13-го Чемпионата Азии.
В 2007 году Казахстанская сборная впервые приняла участие в Гран-При, где заняла 10-е место, одержав победу над командой Доминиканской Республики и чуть не обыграв команду России в пятисетовом матче.
Казахстанской сборной не совсем сопутствовала удача в финале азиатского континентального Чемпионата, где она проиграла Корее и не смогла завоевать путевку для участия в Кубке Мира 2007.
Однако, в 2008 году команда во второй раз приняла участие в Гран-При.
Женская сборная Казахстана одержала две победы в отборочном олимпийском турнире, который проходил в мае 2008 года в Японии, и тем самым заслужила право представлять страну на Олимпийских Играх в Пекине.
В 2009 году успешно выступив в отборочных турнирах казахстанская сборная добились права вновь принять участие в главном первенстве четырёхлетия, Чемпионате Мира 2010 года, который прошёл в Японии.
В 2011 году женская команда выступила в розыгрыше Мирового Гран-При 2011 и 16-м Чемпионате Азии.

## Список международных арбитров на сезон 2011-12 гг.
Айдарбеков К. И.
Акулова Ю. Д.
Кабулбекова И. К.
Уалханов Д. Н.

## Руководство федерации
Президент Федерации- Нуртай Абыкаевич Абыкаев
Вице-президенты -Магзам Есенгельдинович Касымов, Куанышбек Бахытбекович Есекеев, Дуйсенбай Нурбаевич Турганов
Генеральный секретарь - Ермек Амирбекович Сырлыбаев.